# Kenwood Corporation
Kenwood Corporation (яп. 株式会社ケンウッド кабусики-гайся кэнъуддо) (TYO: 6632) — японский производитель видео- и аудиоэлектроники, раций и т. д.

## История
Компания основана в 1946 году под названием Kasuga Radio Co. Ltd. в городе Комагане, префектуры Нагано, Япония. В 1960 фирма была переименована в «Trio Corporation». В 1963 произошло основание Kenwood USA, первый заграничный офис «Трио» в Лос-Анджелесе, штат Калифорния, США.
В начале 1960-х годов, LaFayette Radio Company продавал продукцию Trio, в основном фокусируясь на 23-канальных гражданских радиостанциях (CB радиостанция).
Трио производила осциллографы, к примеру, 10-мегагерцовый CS-1562A. Kenwood представила FM-приёмник и твердотельный усилитель. Компания выставила на рынок усилитель с интегрированным аудио- и видеосигналом в 1981 году.
В 2011 году JVC и Kenwood объединили свои торговые операции, дабы лучше противостоять набравшим обороты конкурентам, и компания стала называться JVCKenwood.

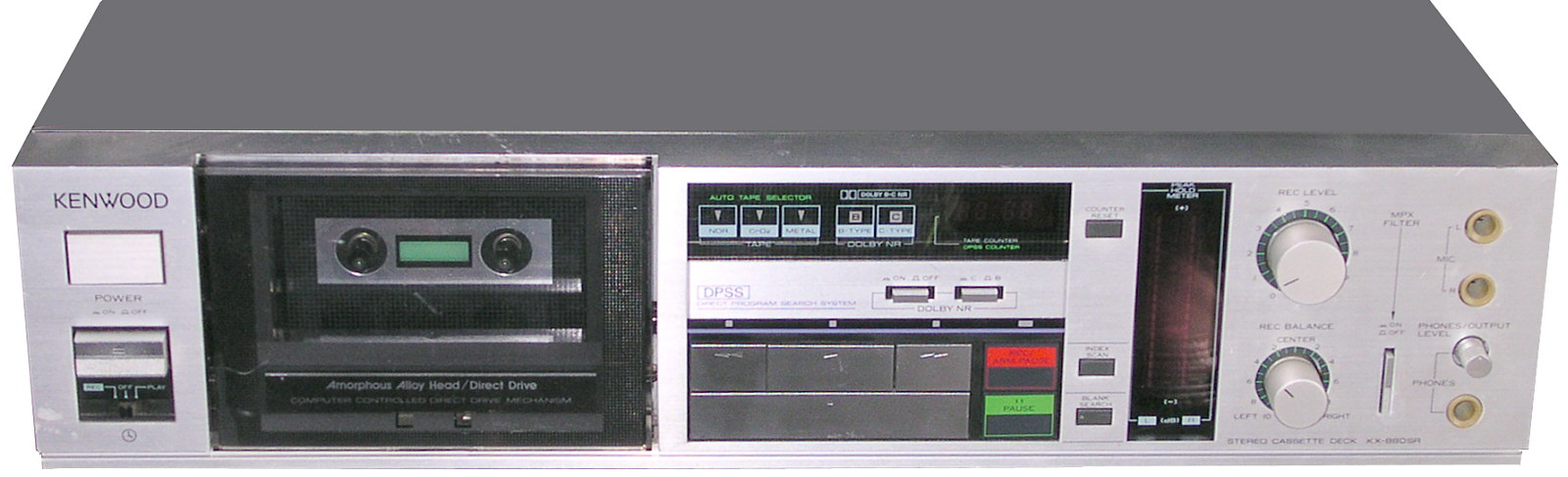
XX880SR